# 제5회 KBS 창작동요대회
- 방영일: 1993년 10월 12일 화요일 오후 6:50 KBS 1TV
- 녹화일: 1993년 10월 9일 토요일
- 장소: 여의도 KBS 홀
- 사회: 유인촌, 진양혜

- 시상내역
  - 대상 1팀
  - 인기상 1팀

- 심사위원
  - 김수정('아기공룡 둘리' 만화가)
  - 김린(유니버설 발레단 국제부장)
  - 정채봉(아동문학가)
  - 이오덕(아동문학가)
  - 이수인(KBS어린이합창단장)
  - 유병무(동요작곡가)
  - 오은숙(성악가)
  - 인기상 집계: 어린이 심사위원

- 참가팀: 예선을 거쳐 최종본선에 19팀이 오름.

| 참가번호 | 곡명                 | 작사   | 작곡                                 | 가창자                                                                                               | 비고   |
| -------- | -------------------- | ------ | ------------------------------------ | --- | ------ |
| 1        | 우리들도             | 김종영 | 송영규(대전 천동국민학교 교사)       | 황하나(대전 천동국민학교 4학년)                                                                      |        |
| 2        | 초록 메아리          | 신동일 | 정삼화(부산 학장국민학교 교사)       | 윤선영(부산 배정국민학교 5학년)                                                                      |        |
| 3        | 딸국질               | 최향   | 노명희(동요 작곡가)                  | 강지혜(경기 과천 관문국민학교 4학년)                                                                 |        |
| 4        | 산새                 | 제해만 | 이성동(서울 수색국민학교 교사)       | 차은영(서울 영도국민학교 6학년)                                                                      |        |
| 5        | 산새잔치 들새잔치    | 진동주 | 진동주(서울 계남국민학교 교사)       | 부강준,이승종,김현주,위지연(서울 계남국민학교 5학년)                                                 |        |
| 6        | 물속나라             | 이승희 | 이승희(동요 작곡가)                  | 신혜림(서울 신상도국민학교 6학년)                                                                    |        |
| 7        | 웃음이란 선물        | 엄기원 | 정윤환(서울 숭의국민학교 교사)       | 이민정(서울 대현국민학교 5학년)                                                                      |        |
| 8        | 우리들의 세상        | 정정명 | 신은상(동요 작곡가)                  | 최다혜(서울 행림국민학교 4학년)                                                                      | 인기상 |
| 9        | 달                   | 유인자 | 송택동(서울 전동국민학교 교사)       | 김현정(서울 경복국민학교 4학년)                                                                      |        |
| 10       | 단풍잎 은행잎        | 이슬기 | 정연택(경기 안산 본오국민학교 교사)  | 박선희(경기 안산 본오국민학교 6학년)                                                                 |        |
| 11       | 눈썰매               | 유인자 | 김봉학(서울 계성국민학교 교사)       | 김세희(서울 계성국민학교 5학년)                                                                      |        |
| 12       | 무지개               | 박경종 | 조원경(동요 지도교사)                | 이재환(서울 한양 국민학교 4학년)                                                                     |        |
| 13       | 장미꽃이야           | 이해별 | 이순형(경기 안산 고잔국민학교 교사)  | 성미현(서울 상경국민학교 4학년)                                                                      |        |
| 14       | 나무와 나            | 강소천 | 이경(동요 작곡가)                    | 강미연(서울 도곡국민학교 5학년)                                                                      |        |
| 15       | 가을산               | 유인자 | 김태호(부산 배영국민학교 교사)       | 신지영(부산 다대국민학교 5학년)                                                                      |        |
| 16       | 즐거운 미술시간      | 공병호 | 김유정(강원 강릉 노암국민학교 6학년) | 김유정(강원 강릉 노암국민학교 6학년)                                                                 |        |
| 17       | 초록바람             | 김교현 | 안갑상(서울 천동국민학교 교사)       | 이지영(경기 부천 상지국민학교 6학년)                                                                 |        |
| 18       | 별                   | 김용섭 | 이명호(충북 제천 두학국민학교 교사)  | 곽현영(충북 충주 남한강국민학교 5학년)                                                               |        |
| 19       | 아이들이 그리는 세상 | 장사경 | 이강산(한국어린이신학교 교사)        | 류윤정 (부산 동래국민학교 6학년), 강민정 (부산 동래국민학교 5학년), 이현정 (부산 동성국민학교 6학년) | 대상   |